# Mordellistena rufilabris
Mordellistena rufilabris es una especie de coleóptero de la familia Mordellidae.

## Distribución geográfica
Habita en California (Estados Unidos).